# Arnold Escher von der Linth
Pour les articles homonymes, voir Escher.
 (décembre 2024).
Arnold Escher von der Linth (8 juin 1807, Zurich - 12 juillet 1872, Zurich) est un géologue suisse, fils de Hans Conrad Escher von der Linth (1767-1823).

## Biographie
Étudiant de 1825 à 1829 à Genève, il effectue plusieurs voyages d'études en Allemagne, en Autriche et Italie du Nord avant de devenir privat-docent de minéralogie et de géologie à l'Université de Zurich. À ce titre, il est appelé comme expert pour évaluer les ravages causés par l'eau dans les Alpes.
Il réalise la première ascension du Lauteraarhorn le 8 août 1842 avec Pierre Jean Édouard Desor et Christian Girard, ainsi que les guides Melchior Bannholzer et Jakob Leuthold.
En 1856, il devient professeur de géologie à École polytechnique fédérale de Zurich. Ses recherches lui valent d'être considéré comme un des pionniers en la matière dans son pays. Conjointement avec Bernhard Studer, il réalise en 1852-1853 la première carte géologique détaillée de Suisse.
Il est l'auteur de Geologische Bemerkungen über dos nordliche Vorarlberg und einige angrenzenden Gegenden (« Observations géologiques dans le Nord du Vorarlberg et certaines régions limitrophes »), publié en 1853.